# Iluliumanersuup Tasia

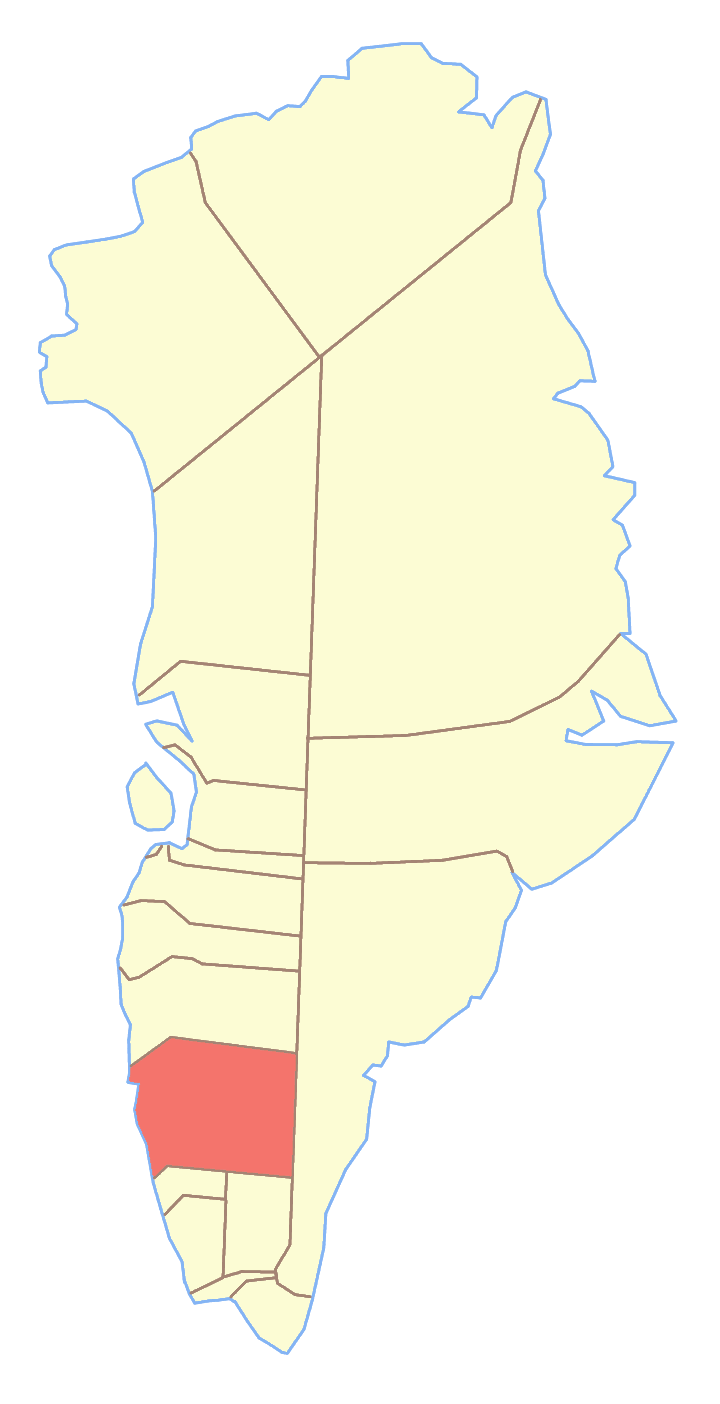
Ex comune di Nuuk, dove si trovava l'Iluliumanersuup Tasia

L'Iluliumanersuup Tasia è un lago della Groenlandia. Si trova presso lo Stretto di Davis, a 64°00'N 51°34'O; appartiene al comune di Sermersooq.